# Rząd Xaviera Bettela i Etienne’a Schneidera
Rząd Xaviera Bettela i Etienne’a Schneidera – rząd Luksemburga pod kierownictwem premiera Xaviera Bettela i wicepremiera Etienne’a Schneidera. Zastąpił drugi rząd Jean-Claude’a Junckera i Jeana Asselborna.
Gabinet został powołany 4 grudnia 2013, kilka tygodni po przedterminowych wyborach do Izby Deputowanych Luksemburga, które przeprowadzono po dymisji złożonej przez Jean-Claude’a Junckera. Koalicję zawarły Partia Demokratyczna (DP), Luksemburska Socjalistyczna Partia Robotnicza (LSAP) oraz Zieloni. Była to dopiero druga w okresie powojennym koalicja, w której nie znalazła się Chrześcijańsko-Społeczna Partia Ludowa.
Gabinet zakończył urzędowanie 5 grudnia 2018, gdy o kolejnych wyborach zaprzysiężono rząd Xaviera Bettela, Etienne’a Schneidera i Félixa Braza.

## Skład rządu

### Ministrowie
| Imię i nazwisko | Imię i nazwisko    | Partia               | Urząd |
| --------------- | ------------------ | -------------------- | --- |
|                 | Xavier Bettel      | Partia Demokratyczna | Premier Luksemburga Minister stanu Minister komunikacji i mediów Minister spraw wyznaniowych Minister kultury (od grudnia 2015) |
|                 | Etienne Schneider  | LSAP                 | Wicepremier Luksemburga Minister gospodarki Minister obrony Minister bezpieczeństwa wewnętrznego                                |
|                 | Jean Asselborn     | LSAP                 | Minister spraw zagranicznych i europejskich Minister ds. imigracji i azylu                                                      |
|                 | Félix Braz         | Zieloni              | Minister sprawiedliwości |
|                 | Nicolas Schmit     | LSAP                 | Minister pracy, zatrudnienia oraz gospodarki społecznej i solidarnej                                                            |
|                 | Romain Schneider   | LSAP                 | Minister zabezpieczenia społecznego Minister współpracy rozwojowej i pomocy humanitarnej Minister sportu                        |
|                 | François Bausch    | Zieloni              | Minister ds. zrównoważonego rozwoju i infrastruktury                                                                            |
|                 | Fernand Etgen      | Partia Demokratyczna | Minister rolnictwa, winogrodnictwa i ochrony konsumentów Minister ds. kontaktów z parlamentem                                   |
|                 | Pierre Gramegna    | Partia Demokratyczna | Minister finansów |
|                 | Lydia Mutsch       | LSAP                 | Minister zdrowia Minister ds. równych szans                                                                                     |
|                 | Dan Kersch         | LSAP                 | Minister spraw wewnętrznych Minister służby cywilnej i reformy administracyjnej                                                 |
|                 | Claude Meisch      | Partia Demokratyczna | Minister edukacji narodowej, dzieci i młodzieży Minister szkolnictwa wyższego i badań naukowych                                 |
|                 | Corinne Cahen      | Partia Demokratyczna | Minister ds. rodziny i integracji Minister ds. Wielkiego Regionu                                                                |
|                 | Carole Dieschbourg | Zieloni              | Minister środowiska |
|                 | Maggy Nagel        | Partia Demokratyczna | Minister kultury (do grudnia 2015) Minister mieszkalnictwa (do grudnia 2015)                                                    |
|                 | Marc Hansen        | Partia Demokratyczna | Minister mieszkalnictwa (od grudnia 2015) Minister delegowany ds. szkolnictwa wyższego i badań naukowych (od grudnia 2015)      |

## Sekretarze stanu
- Guy Arendt (DP)
- André Bauler (DP, do marca 2014)
- Francine Closener (LSAP)
- Camille Gira (Zieloni, do maja 2018, zmarł)
- Marc Hansen (DP, od marca 2014 do grudnia 2015)
- Claude Turmes (od czerwca 2016)[3]